# Caenurgia adversa
Caenurgia adversa là một loài bướm đêm trong họ Erebidae.